# Soko J-22 Orao
Il Soko-CNIAR J-22 Orao ("Aquila") è un aereo da attacco al suolo e ricognizione sviluppato dalla joint-venture dell'industria jugoslava SOKO e della romena IAR.

## Storia

### Sviluppo
Il progetto dell'Orao si deve all'esigenza dell'aeronautica militare jugoslava di sostituire nelle proprie file il precedente SOKO J-1 Jastreb ("Falco") di produzione nazionale, dotato di armamento offensivo non più adeguato alle esigenze operative, e lo statunitense Republic F-84 Thunderjet, che cominciava a risentire dell'anzianità progettuale.
Il 20 maggio 1971 il governo rumeno e jugoslavo firmarono un accordo per la formazione dello YuRom, una joint venture con compiti di ricerca e sviluppo in campo aeronautico. Il programma era diretto dall'ingegnere Teodor Zanfirescu per la Romania e dal colonnello Vidoje Knezevic per la Jugoslavia.
I requisiti richiesti erano quelle di un velivolo leggero, da costruire usando componenti nazionali ma compatibili con gli standard occidentali di facile realizzabilità e manutenzione. L'aereo era un Bi-turbina monoplano ad ala alta. All'inizio i progettisti avevano previsto un aereo supersonico mono-turbina, ma poiché la Romania all'epoca faceva parte del Patto di Varsavia, il governo inglese non concesse la licenza di costruzione della turbina, e quindi venne scelta la soluzione di due turbine Turbomecanica/Orao Viper Mk 632-47 meno potenti, prodotte localmente su licenza della britannica Rolls-Royce plc. Sebbene in fase progettuale si fosse deciso di utilizzare una versione dotata di postbruciatore, a causa delle molte difficoltà nella messa a punto si optò in fase di pre-produzione per una versione più semplice priva di questo dispositivo. Durante gli anni ottanta, entrambi i paesi svilupparono versioni leggermente differenti quando le nuove tecnologie dei post-bruciatori potevano essere meglio sfruttate.
La versione rumena fu denominata IAR-93 mentre quella jugoslava J-22 Orao.
La Jugoslavia ricevette 124 esemplari e sviluppò altre due versioni, mentre la Romania ordinò 36 esemplari della versione IAR-93A e 165 della versione IAR-93B, ma solo una parte di questi entrò in servizio.

#### Test di volo
Il primo prototipo  di costruzione jugoslava, volò per la prima volta il 31 ottobre 1974 dall'aeroporto di Batajnica, simultaneamente al primo volo del prototipo romeno alla base aerea di Bacău.
Il prototipo numero 25002, volò per la prima volta nel novembre 1976 dall'aeroporto di Batajnica, ai comandi del maggiore Vladislav Slavujevic.
Il terzo esemplare, numero 003, una versione biposto pre-produzione, volò il 4 luglio 1977, ma rimase distrutto in un incidente circa un anno più tardi a causa di problemi nell'impennaggio di coda. Nonostante questo la produzione continuò e i primi esemplari di pre-produzione vennero consegnati nel 1978 all'Air Force Aircraft Testing Facility di Belgrado, mentre la produzione di serie venne realizzata a Mostar, in Bosnia ed Erzegovina.
Il 22 novembre 1984, il velivolo jugoslavo #25101 pilotato in un test da Marjan Jelen superò il muro del suono in picchiata sopra la base di Batajnica, diventando il primo aereo costruito in Jugoslavia a superare la velocità Mach 1, velocità che tuttavia non venne mai raggiunta in volo orizzontale.

### Impiego operativo
La prima unità della JRV a ricevere i velivoli J-22 Orao fu il 351º Squadrone ricognitori della 82ª Brigata Aerea di Cerklje in Slovenia. Fino alla dissoluzione della Jugoslavia furono solo tre gli squadroni interamente equipaggiati con J-22 d'attacco e NJ-22 d'addestramento/attacco: il 238º Squadrone Cacciabombardieri della 82ª Brigata Aerea, il 241° della 98ª Brigata Aerea di Skopski Petrovac e il 241º Squadrone del 127º Reggimento Cacciabombardieri.
All'inizio della dissoluzione della Jugoslavia, dovuta alla secessione della Slovenia, i J-22 Orao volarono sui cieli sloveni solo a scopo dimostrativo senza tuttavia bombardare.
Durante il proseguimento delle guerre di secessione jugoslave, nei primi anni novanta, questi velivoli furono ampiamente usati nelle missioni belliche in Croazia e in Bosnia ed Erzegovina. Nel primo anno del conflitto soltanto tre di questi aerei vennero abbattuti.
Dopo l'indipendenza della Slovenia la 82ª Brigata Aerea venne ridislocata da Cerklje alla base di Zalužani presso Banja Luka in Bosnia ed Erzegovina. All'inizio della guerra in Bosnia ed Erzegovina la JNA lasciò il 238º Squadrone alle forze della Repubblica Srpska che furono impegnati in poche azioni di combattimento all'inizio del conflitto.
Gli esemplari serbi combatterono contro la NATO nel 1999 durante la guerra del Kosovo; secondo fonti serbe, un J-22 abbatté un missile da crociera Tomahawk. Questo fu l'unico successo ottenuto durante un'intercettazione aria-aria da un Orao. Tra gli Orao perduti uno si schiantò contro una collina in Kosovo, altri undici vennero distrutti al suolo, la maggior parte dei quali sulla base aerea di Ponikve, presso Užice, quando durante un attacco aereo della NATO venne colpito un hangar con sei J-22 Orao e due MiG-21, che rimasero sepolti dalle macerie. Alla fine della guerra la maggior parte degli esemplari si salvò dai violenti bombardamenti della NATO.

## Varianti
Jugoslavia
- Soko Orao 1 - versione iniziale di produzione senza postbruciatori. Le sue scarse prestazioni lo relegarono a missioni di ricognizione tattica, successivamente rinominato IJ-22
  - Soko NJ-22 - versione biposto da addestramento dell'Orao 1 (Nastavni Jurišni - addestratore da attacco)
- Soko Orao 2 - conosciuto anche come J-22(M), era una versione dotata di postbruciatori, serbatoi più grandi, HUD, seggiolino eiettabile e LERx.
  - Soko Orao 2D- conosciuto anche come NJ-22(M), era la versione biposto da addestramento dell'Orao 2

 Romania
- IAR-93A - prima versione realizzata con motori senza postbruciatori
- IAR-93B - versione definitiva con motori dotati di postbruciatore

## Utilizzatori
Serbia
- Vazduhoplovstvo i PVO Vojske Srbije

All'agosto 2022 risultavano operativi una decina tra J-22 monoposto e NJ-22 biposto, con molte cellule immagazzinate (comprese le versioni da ricognizione) che potrebbero essere riportate in condizioni di volo. Gli aerei superstiti saranno aggiornati con nuovo sistema di navigazione inerziale Safran Sigma 95, nuovo calcolatore di missione, nuovo Head-Up Display e un nuovo schermo multifunzione Teleoptik-Ziroskopi. Sui biposto, inoltre, l'abitacolo posteriore è sistemato in modo da accogliere un ufficiale addetto ai sistemi per le missioni di interdizione.
 Repubblica Serba
- Nell'aeronautica della Repubblica Serba di Bosnia ed Erzegovina operarono 7 velivoli J-22 Orao, che sono stati dismessi quando l'aeronautica della Republika Srpska entrò a far parte delle forze Armate della Bosnia ed Erzegovina

 Jugoslavia
- Jugoslovensko ratno vazduhoplovstvo i protivvazdušna odbrana

 Jugoslavia
- Ratno vazduhoplovstvo i protivvazdušna odbrana Vojske Jugoslavije

 Serbia e Montenegro
- Ratno vazduhoplovstvo i protivvazdušna odbrana Vojske Srbije i Crne Gore

## Esemplari attualmente esistenti
La maggior parte degli aerei J-22 Orao sono stati dismessi e tra questi 16 sono in mostra in musei dell'aviazione..

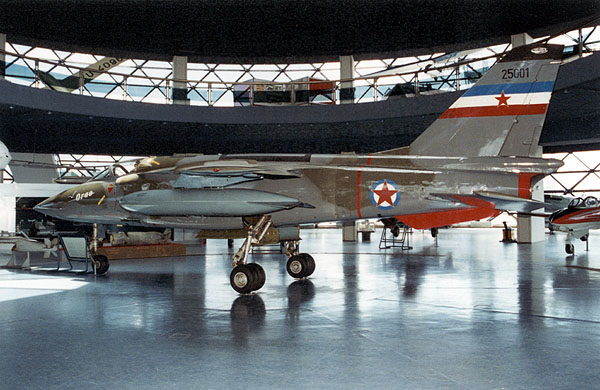
Aereo J-22 Orao al museo dell'aviazione di Belgrado

Soko/CNIAR IJ-22 Orao 1
25001, prototipo in mostra al museo dell'aviazione di Belgrado
25710, in mostra a Topola
25719, in mostra al museo dell'aviazione di Belgrado
25721, in mostra al museo dell'aviazione di Belgrado
25723, in mostra al museo dell'aviazione di Belgrado
25724, in mostra al museo dell'aviazione di Belgrado
Soko/CNIAR INJ-22 Orao 1
25606, in mostra al museo dell'aviazione di Belgrado
Soko/CNIAR J-22 Orao 2
25101, in mostra a Pančevo all'ingresso degli stabilimenti "UTVA" (primo aereo nell'aviazione jugoslava a superare il muro del suono)
25107, in mostra al museo dell'aviazione di Belgrado
25118, in mostra al museo dell'aviazione di Belgrado
25120, in mostra al museo dell'aviazione di Belgrado
25168, in mostra all'ingresso della base militare di Kraljevo
Soko/CNIAR NJ-22 Orao 2D
25505, in mostra al museo dell'aviazione di Belgrado
25506, in mostra al museo dell'aviazione di Belgrado
25509, in mostra al museo dell'aviazione di Belgrado
25511, in mostra al museo dell'aviazione di Belgrado

## Galleria d'immagini

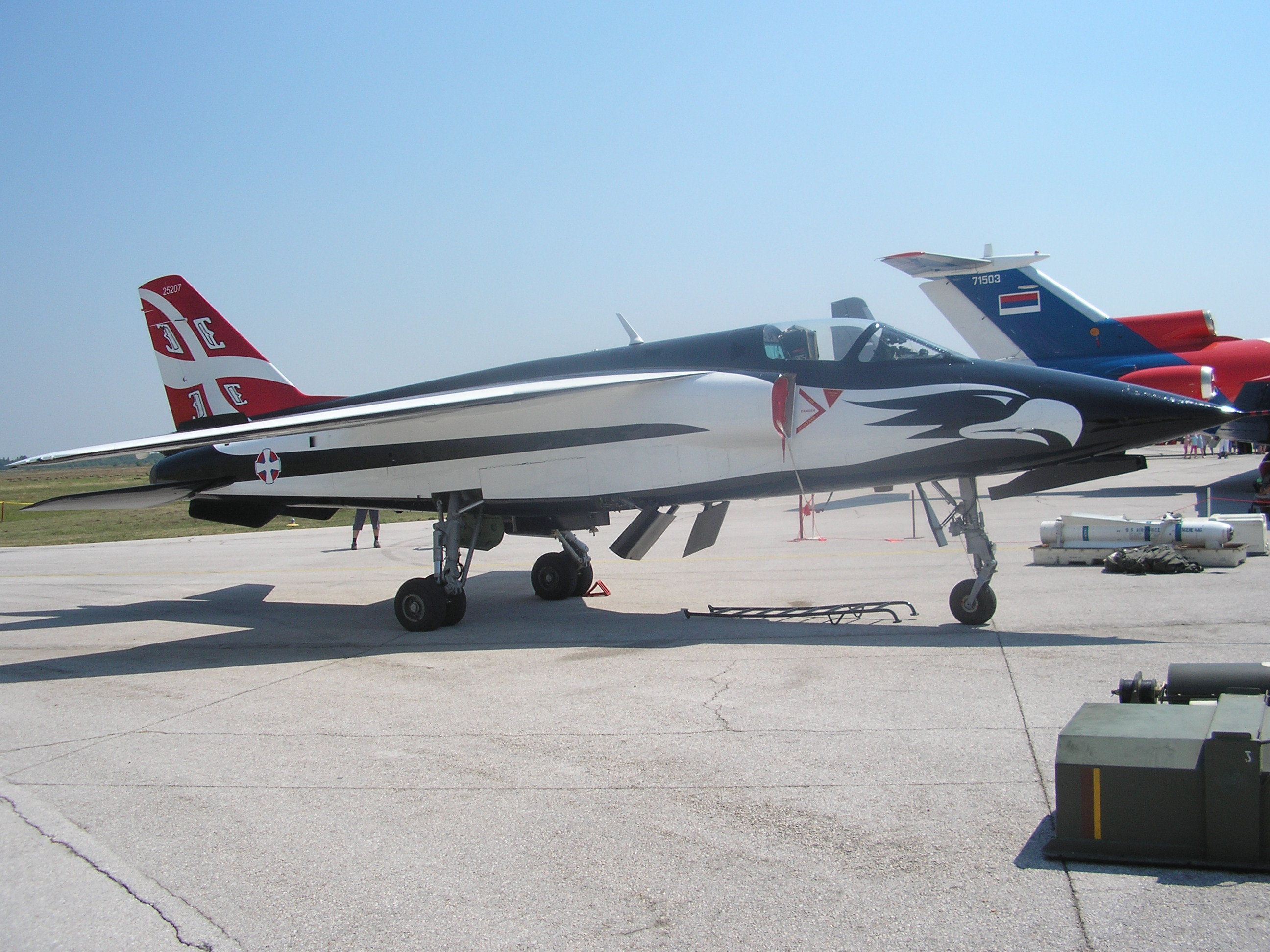
J-22 Orao dell'aviazione della Serbia
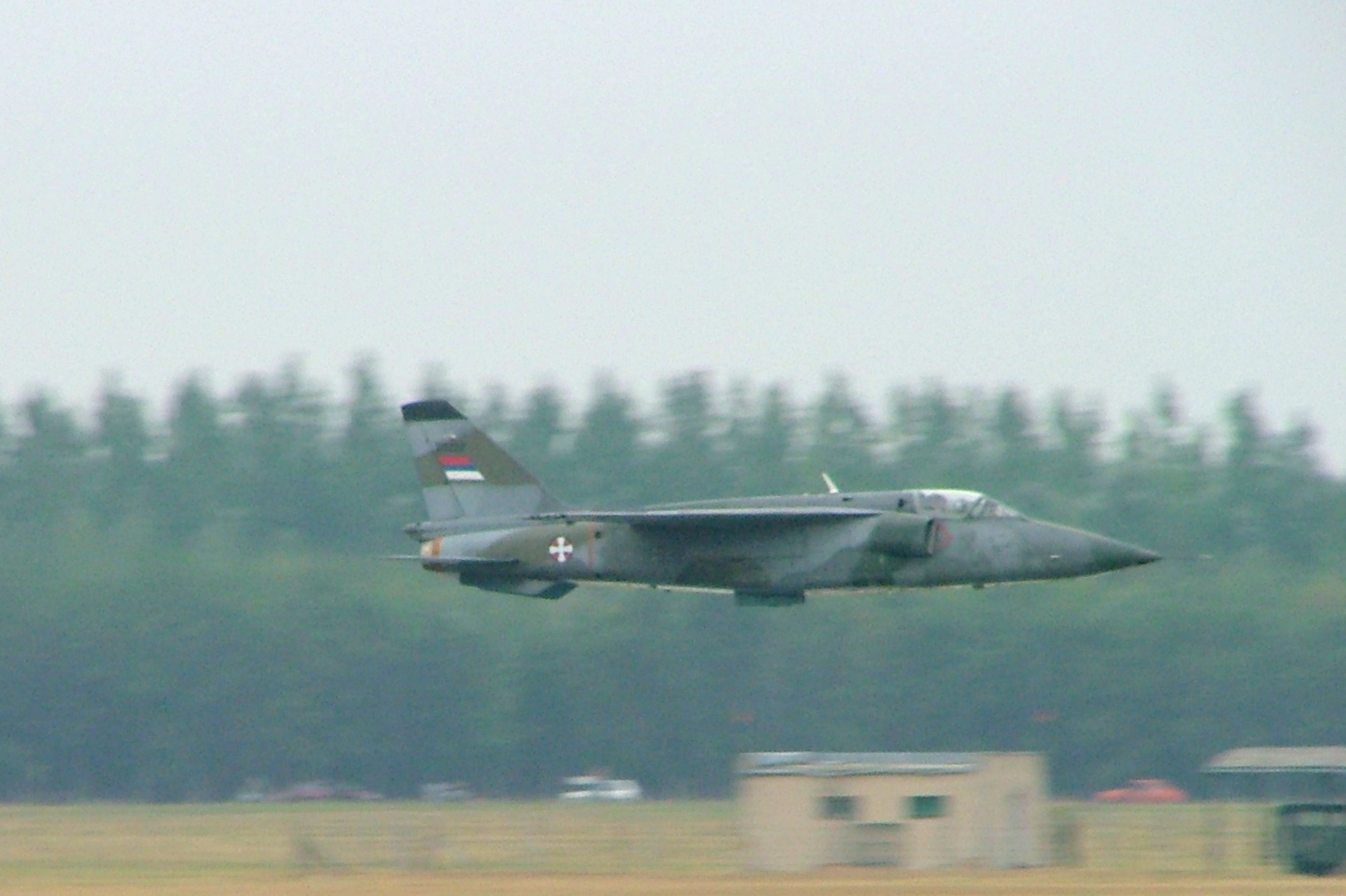
J-22 Orao in volo a bassa quota

### Sviluppi relativi
- IAR 93

### Aerei comparabili
- AMX International AMX
- Mikoyan MiG-27
- Mitsubishi F-1
- Nanchang Q-5
- SEPECAT Jaguar